# سنجوب
مغامرات سنجوب (باليابانية: シートン動物記 りすのバナー، بالروماجي: Shīton Dōbutsuki Risu no Banā) ويعرف أيضا باسم سناجب الغابة هو مسلسل أنمي ياباني تلفزيوني مقتبس من رواية من إخراج يوشيو كورودا، ومن إنتاج استوديو نيبون أنميشن، عرض الأنمي في 7 أبريل عام 1979 واستمر عرضه حتى 29 سبتمبر عام 1979 على تلفزيون نيبون، وتكون من 26 حلقة. تم دبلجة الأنمي إلى العربية من قبل استوديوهات المركز العربي واستوديوهات شمرا.

## الشخصيات
| الشخصية    | الأداء الصوتي    |
| ---------- | ---------------- |
| بانير      | نوريكو تسوكاسي}} |
| سوي        | كيكو يوكوزاوا    |
| الجد       | كازومي إيكيدا    |
| كلاي       | ماساكو سوغايا    |
| لوري       | هيروكو ماروياما  |
| غوتشا      | شيغيرو تشيبا     |
| رادورو     | كانيتا كيموتسوكي |
| آكاتشو     | تاكيشي آونو      |
| العم بوم   | إيتشيرو ناغاي    |
| القطة الأم | إيكوكو تاني      |

## وصلات خارجية
- سنجوب على موقع IMDb (الإنجليزية)
- سنجوب على موقع ليتربوكسد (الإنجليزية)
- سنجوب على موقع قاعدة بيانات الفيلم (الإنجليزية)
- سنجوب على موقع ANN anime (الإنجليزية)